# Bernard Maybeck

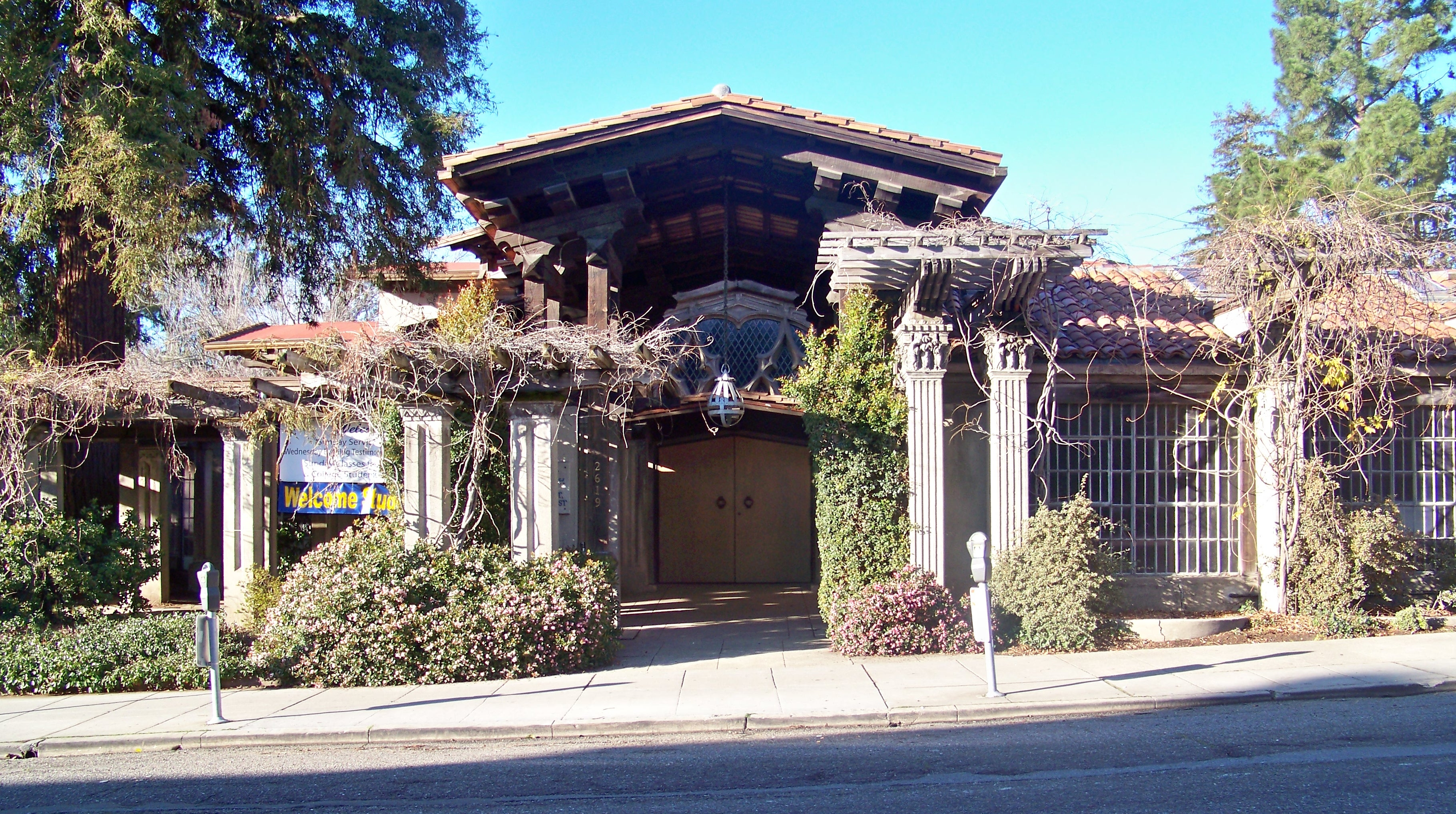
De First Church of Christ, Scientist in Berkeley wordt algemeen beschouwd als Maybecks meesterwerk.

Bernard Ralph Maybeck (New York, 7 februari 1862 – Berkeley, 3 oktober 1957) was een Amerikaans architect van de arts-and-craftsbeweging van begin 20e eeuw. Maybeck was hoogleraar aan de Universiteit van Californië - Berkeley, waar hij architecten als Julia Morgan en William Wurster opleidde. Hij werkte vlotjes in verschillende stijlen en geloofde dat elk architecturaal project nood had aan een eigen oplossing die beantwoordde aan de specifieke omstandigheden en noden. Veel van zijn werken combineren historisme met organische vormen en eigenzinnig modernisme. Maybeck ontwierp zo'n 150 gebouwen in de San Francisco Bay Area, waarvan er nog heel wat overleven.

## Ontwerpen (selectie)
- Wyntoon (1898-1902, met Julia Morgan)
- First Church of Christ, Scientist (1910)
- Palace of Fine Arts (1915)
- Parsons Memorial Lodge (1915)

## Maycrete-woning
Een Maycrete-woning is een prefabwoningtype dat na de Tweede Wereldoorlog op diverse plaatsen in Nederland gebouwd is als noodwoning. De naam is een samenvoeging van de naam van Bernard Maybeck en het Engelse woord 'concrete', dat beton betekent. In totaal zijn in Nederland ten minste 930 van deze woningen gebouwd. Deze noodwoningen waren bedoeld om de woningnood op te lossen die ontstaan was doordat een deel van de Nederlandse woningen bij oorlogshandelingen was verwoest. 
Het Ministerie van Openbare Werken en Wederopbouw bestelde bij Maycrete Sales Ltd. in Engeland onderdelen voor Maycrete-woningen. Deze twee-onder-één-kap-woningen werden voornamelijk uit gewapend beton en hout vervaardigd. De fundering bestond uit een ringbalk van beton. Hierop lag een met asfalt bestreken betonnen vloer. De wanden leken wel wat op een schutting en bestonden uit stijlen van schokbeton met daartussen platen van waterdicht beton, aan de binnenzijde afgetimmerd met hardboard. Het plafond was van zachtboard en het zadeldak was afgedekt met golfplaat van asbestcement. 
- Bibsys: 90845424
- Bibliothèque nationale de France: cb13574093p (data)
- Catàleg d'autoritats de noms i títols de Catalunya: 981058614938306706
- Gemeinsame Normdatei: 119373319
- International Standard Name Identifier: 0000 0000 7859 134X
- Library of Congress Control Number: n78092887
- Nationale Bibliotheek van Tsjechië: ntk20191031179
- Nationale Bibliotheek van Israël: 987007346664905171
- Nederlandse Thesaurus van Auteursnamen: 070749027
- RKD-Nederlands Instituut voor Kunstgeschiedenis: 311726
- SNAC: w6th8wr3
- Système universitaire de documentation: 073373621
- Union List of Artist Names: 500008240
- Virtual International Authority File: 820361
- WorldCat: E39PBJj8KyYBC9txpkRRJV86Kd